# قرار مجلس الأمن التابع للأمم المتحدة رقم 1094
قرار مجلس الأمن التابع للأمم المتحدة رقم 1094، المتخذ بالإجماع في 20 كانون الثاني / يناير 1997، بعد الإعراب عن دعمه لعملية السلام في غواتيمالا التي كانت ترصدها الأمم المتحدة منذ عام 1994، أذن المجلس بإلحاق 155 مراقباً عسكرياً ببعثة الأمم المتحدة للتحقق في غواتيمالا بعد نهاية الحرب الأهلية.
وأشار المجلس إلى الاتفاقات المبرمة بين حكومة غواتيمالا والوحدة الثورية الوطنية الغواتيمالية التي اتفقت بموجبها الأطراف على السماح للأمم المتحدة بالتحقق من تنفيذ اتفاقات السلام. وستشمل عملية التحقق نشر أفراد عسكريين تابعين للأمم المتحدة.
وتقرر نشر 155 مراقباً عسكرياً وطاقم طبي مع بعثة الأمم المتحدة للتحقق في غواتيمالا لمدة ثلاثة أشهر، وطلب من الأمين العام كوفي عنان إخطار المجلس قبل أسبوعين من بدء العملية. ودُعي كلا الطرفين إلى تنفيذ اتفاقاتهما بالكامل والتعاون فيما يتعلق بوقف إطلاق النار وفصل القوات ونزع سلاح مقاتلي الاتحاد الثوري الوطني الغواتيمالي وتسريحهم والالتزامات الأخرى. وفي غضون ذلك، دُعي المجتمع الدولي إلى مواصلة تقديم المساعدة أثناء عملية التنفيذ.
كانت الصين قد استخدمت حق النقض ضد قرار سابق بشأن جواتيمالا، بسبب تصريحات المسؤولين الجواتيماليين لصالح استقلال تايوان.

## روابط خارجية
- نص القرار في undocs.org